# Pamela Roylance
Pamela Roylance (* 27. März 1952 in Seattle, Washington) ist eine US-amerikanische Schauspielerin.

## Karriere
Von 1982 bis 1984 spielte Roylance die Rolle der Sarah Reed Carter in der Fernsehserie Unsere kleine Farm. Darüber hinaus war sie in zahlreichen weiteren Fernsehserien zu sehen, darunter Falcon Crest, MacGyver, Mord ist ihr Hobby und Grey’s Anatomy. 2010 spielte Roylance in dem Film The Social Network mit.

## Filmografie (Auswahl)
- 1982: The Slumber Party Massacre
- 1982–1984: Unsere kleine Farm (18 Folgen)
- 1986: Remington Steele (1 Folge)
- 1986: Hotel (1 Folge)
- 1986: Falcon Crest (1 Folge)
- 1986: MacGyver (1 Folge)
- 1990, 1993: Mord ist ihr Hobby (2 Folgen)
- 2001: Eine himmlische Familie (1 Folge)
- 2005: Ghost Whisperer – Stimmen aus dem Jenseits (1 Folge)
- 2006: Grey’s Anatomy (1 Folge)
- 2010: The Social Network
- 2013: The East